# Musée Sherlock Holmes
Pour l’article homonyme, voir Sherlock Holmes Museum.
Le Musée Sherlock Holmes est un musée consacré à l'œuvre et au héros de Arthur Conan Doyle à Lucens, en Suisse.

## Collection
Le musée contient des livres et des objets relatifs à Sherlock Holmes et le salon de Sherlock Holmes et du Dr Watson, ainsi que des meubles et affaires personnelles de l'écrivain.

## Histoire
Le fils de Sir Arthur Conan Doyle s'installa au Château de Lucens en 1965 et y créa un musée consacré à l'œuvre de son père. Depuis juin 2001, ce musée a été réaménagé dans la « Maison Rouge » de Lucens. Outre des livres et des objets relatifs à Sherlock Holmes, le célèbre détective créé par Conan Doyle, sont également exposés des meubles et affaires personnelles du grand écrivain britannique.

Le salon de Sherlock Holmes et du Dr Watson est une reproduction exacte qui a été construite à la suite du Festival of Britain de 1951, d'après les descriptions minutieuses contenues dans les récits. L'ambiance de ce salon, qui contient des centaines d'objets authentiques, certains étranges et insolites, est rendue fidèlement. On y reconnaît également des objets, ayant appartenu à Conan Doyle, qui l'ont inspiré pour écrire les histoires de Sherlock Holmes.

## Le musée dans la fiction
La « Maison Rouge » de Lucens sert de cadre à une bande dessinée publiée en 2015, L'Héritage de Sherlock Holmes, écrite par Jérôme Louiche, et dessinée par Bruno Bertin.
L'album raconte les aventures d'une bande de jeunes détectives qui cherche à élucider le mystère de la disparition de Sherlock Holmes pendant trois ans. Les héros se retrouvent en Suisse et, des chutes d’eau de Meiringen au château du fils de Conan Doyle, en passant par le Musée Sherlock Holmes, ils sont mêlés à la révélation d’un terrible secret de famille. Comme dans tous ses albums, l'auteur emmène ses lecteurs dans de « vrais » lieux, leur faisant découvrir un nouveau pays.